# Torneo del Interior (2005-2014)

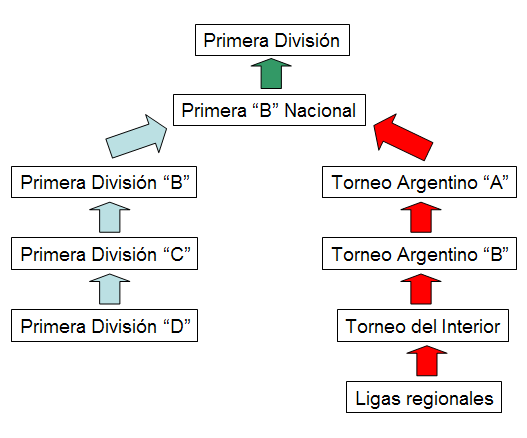
Ubicación del Torneo del Interior o Argentino C en la pirámide de categorías del fútbol argentino, vigente hasta 2014.

El Torneo del Interior (TDI), o Torneo Argentino C, fue un campeonato de fútbol, que ocupó, entre 2005 y 2014, la quinta categoría del fútbol argentino para los equipos de los clubes indirectamente afiliados a la AFA. Estaba organizado por el Consejo Federal, órgano interno de la Asociación del Fútbol Argentino. A través de él se podía obtener el ascenso al Torneo Argentino B, el certamen de cuarta división. Su primera temporada fue la de 2005 y la última la de 2014. A partir de 2015 tomó la denominación de Torneo Federal C.
Clasificaban para su disputa los clubes ganadores de sus respectivas ligas regionales y, a veces, los que terminaban en segunda o tercera posición. En algunos casos la realización de una buena campaña en las ligas otorgaba tal derecho, ya que muchos clubes campeones decidían ceder su plaza por razones económicas o porque ya participaban de un torneo superior.

## Sistemas de disputas
Una vez finalizadas las temporadas oficiales de las diferentes ligas regionales del interior de la República Argentina, se determinaban dependiendo de distintas condiciones los equipos clasificados a este torneo. Tales condiciones incluían además de sus posiciones en los diferentes campeonatos, las participaciones en la temporada de los mencionados en categorías superiores del ascenso, pudiendo transferirse los cupos por corrimiento, en caso de que uno de los equipos se encuentre en dicha temporada compitiendo en una categoría superior.
En muchos casos, la situación económica era factor determinante para la participación de los equipos, planteándose la posibilidad de efectuar alianzas con equipos de la misma liga en condiciones económicas similares o superiores, o en el peor de los casos, se declinaba la participación, quedando a criterio del Consejo Federal del Fútbol Argentino la potestad de transferir el cupo o no, o bien de cursar una invitación para suplir dicha vacante.
Debido a que se trataba de un torneo con gran afluencia de equipos provenientes de las distintas ligas de los distintos puntos del país, se apelaba a la cercanía geográfica como principal condición y patrón para organizar el mismo, agrupando a los clubes en zonas de 3 o 4 equipos, los cuales iniciaban su participación en una primera fase, también denominada "Fase de grupos", por la cual se desarrollaban partidos todos contra todos a dos rondas de ida y vuelta, totalizando 6 fechas por cada zona. La particularidad de desarrollar estos partidos en simultáneo, permitía la rapidez en el desarrollo de esta primera fase, atendiendo la gran cantidad de equipos que iban a clasificar y la tardanza que provocaba la posterior confección de los cuadros clasificatorios de la segunda fase.
Entre las temporadas 2006 y 2012 de la categoría, se estableció el número total de 192 equipos clasificados a la segunda fase o "Fase eliminatoria", por la cual nuevamente se apelaba a la cercanía geográfica para determinar la división de estos equipos en 3 grandes zonas de 64 equipos cada una (con excepción de la edición inaugural 2005, en la que los equipos fueron organizados en 2 grandes grupos). A esta instancia clasificaban de la fase de grupos los equipos clasificados en primer y segundo lugar, mientras que el cuadro se completaba mediante una tabla confeccionada con los terceros de las zonas de 4 equipos, de las cuales los mejores terceros completaban el cuadro principal de los 192 equipos clasificados. Al igual que en la Fase de grupos, los partidos de las tres zonas de la Fase eliminatoria se desarrollaban en simultáneo, mediante la disputa de llaves eliminatorias de partidos a ida y vuelta, permitiendo al final de cada zona determinar a un campeón y por ende a un equipo ascendido en forma directa, totalizando 3 ascensos directos al Torneo Argentino B. Definidos los 3 campeones y ascendidos directos de la temporada, los subcampeones definían una segunda chance mediante una Promoción de ascenso al Argentino B, contra tres equipos de dicho torneo promediados para tal fin. 
Para la temporada 2013 se amplificó la participación de equipos, permitiendo un mayor número de zonas para la primera fase, ampliando el número de participantes y a su vez, ampliando el número de zonas a dividir en la segunda fase, determinando para esta última instancia 7 zonas divididas y agrupadas según la proximidad geográfica y definiendo por cada zona 3 equipos ascendidos, los cuales sin embargo no fueron reconocidos como campeones de la temporada.
En la temporada 2014 y última de este torneo, se volvió a amplificar el número de participantes, manteniéndose los criterios de ordenamiento, disputa y clasificación de la Fase de grupos, pero clasificando en esta oportunidad 240 equipos a la Fase eliminatoria. En dicha instancia se establecieron 3 etapas eliminatorias a partidos de ida y vuelta, finalizando la última de estas etapas definiendo un total de 30 equipos ascendidos para la temporada 2014 del nuevo Torneo Federal B. Estos 30 equipos además del ascenso, fueron reconocidos con el título de campeones del Torneo del Interior,

## Historial de campeones
| Sistema de ascensos y descensos 2005-2012 |                      |                  | | | |
| Temporada                                 | Participantes        | N.º de campeones | Campeones/Ascensos | Ascensos por Promoción | Ascensos por Reestructuración |
| 2005 Detalle                              | 187                  | 2                | Real Arroyo Seco Rivadavia (L) | Crucero del Norte | |
| 2006 Detalle                              | 196                  | 3                | 9 de Julio (RT) Deportivo Coreano Sol de América | Bella Vista (BB) | Centenario |
| 2007 Detalle                              | 218                  | 3                | Atenas Liniers (BB) Tiro Federal (M) | Colegiales (C) Defensores de Salto Famaillá FC Tres Algarrobos | |
| 2008 Detalle                              | 252                  | 3                | Atlético Concepción Huracán (CR) Sportivo Del Bono | Unión (MdP) | |
| 2009 Detalle                              | 264                  | 3                | Ferro (O) Independiente (T) Unión (VK) | Boca (RG) | |
| 2010 Detalle                              | 264                  | 3                | Argentino (25 de Mayo) Teniente Origone Sarmiento (La Banda) | Altos Hornos Zapla Atlético Paraná | |
| 2011 Detalle                              | 319                  | 3                | Huracán Las Heras Once Tigres San Martín (F) | Jorge Newbery (VT) | Alvear FC San Jorge (T) Jorge Newbery (CR) Jorge Gibson Brown DEPRO Maronese Mitre (SE) Sarmiento (L) Sarmiento (R) Sportivo Las Heras Villa Cubas |
| 2012 Detalle                              | 325                  | 3                | Estudiantes (SL) Independiente (Ch) Rivadavia (VT) | Independiente (N) | |
| Sistema de ascensos y descensos 2013      |                      |                  | | | |
| Temporada                                 | N.º de Participantes | Zonas            | Ascensos | Ascensos | Ascensos |
| 2013 Detalle                              | 344                  | Zona 1           | Atlético Amalia Camioneros Arg. del Norte Deportivo Tabacal | Atlético Amalia Camioneros Arg. del Norte Deportivo Tabacal | Atlético Amalia Camioneros Arg. del Norte Deportivo Tabacal |
| 2013 Detalle                              | 344                  | Zona 2           | Argentino Peñarol Atenas (LR) Independiente (VO) | Argentino Peñarol Atenas (LR) Independiente (VO) | Argentino Peñarol Atenas (LR) Independiente (VO) |
| 2013 Detalle                              | 344                  | Zona 3           | Empleados de Comercio (M) Jorge Newbery (VM) San Martín (MC) | Empleados de Comercio (M) Jorge Newbery (VM) San Martín (MC) | Empleados de Comercio (M) Jorge Newbery (VM) San Martín (MC) |
| 2013 Detalle                              | 344                  | Zona 4           | Atlético Adelante Laguna Blanca Resistencia Central | Atlético Adelante Laguna Blanca Resistencia Central | Atlético Adelante Laguna Blanca Resistencia Central |
| 2013 Detalle                              | 344                  | Zona 5           | Argentino Quilmes (R) Coronel Aguirre Deportivo Achirense | Argentino Quilmes (R) Coronel Aguirre Deportivo Achirense | Argentino Quilmes (R) Coronel Aguirre Deportivo Achirense |
| 2013 Detalle                              | 344                  | Zona 6           | Camioneros (GR) Everton Kimberley | Camioneros (GR) Everton Kimberley | Camioneros (GR) Everton Kimberley |
| 2013 Detalle                              | 344                  | Zona 7           | 25 de Mayo (LP) Belgrano (E) Petrolero Austral | 25 de Mayo (LP) Belgrano (E) Petrolero Austral | 25 de Mayo (LP) Belgrano (E) Petrolero Austral |
| Temporada 2014                            |                      |                  | | | |
| Temporada                                 | N.º de participantes | N.º de ascensos  | Campeones/Ascensos | Campeones/Ascensos | Campeones/Ascensos |
| 2014 Detalle                              | 371                  | 30               | Boxing Club (Río Gallegos) Maronese General Belgrano (Santa Rosa) Sarmiento (Coronel Suárez) Defensores de Valeria del Mar Ferrocarril Roca (Las Flores) Social Obrero Bragado Club Sportivo Baradero El Linqueño La Emilia La Salle Jobson Defensores de Pronunciamiento Libertad (Concordia) Jorge Gibson Brown Comercio (Santa Sylvina) San Carlos (La Escondida) Comercio Central Unidos Güemes (Santiago del Estero) Independiente (Fernández) Bella Vista (Tucumán) Atlético Famaillá Almirante Brown (Lules) Atlético Pellegrini (Salta) Américo Tesorieri (La Rioja) Sportivo Peñarol (Chimbas) Colón Juniors Luján SC Huracán Las Heras Sportivo Ballofet | Boxing Club (Río Gallegos) Maronese General Belgrano (Santa Rosa) Sarmiento (Coronel Suárez) Defensores de Valeria del Mar Ferrocarril Roca (Las Flores) Social Obrero Bragado Club Sportivo Baradero El Linqueño La Emilia La Salle Jobson Defensores de Pronunciamiento Libertad (Concordia) Jorge Gibson Brown Comercio (Santa Sylvina) San Carlos (La Escondida) Comercio Central Unidos Güemes (Santiago del Estero) Independiente (Fernández) Bella Vista (Tucumán) Atlético Famaillá Almirante Brown (Lules) Atlético Pellegrini (Salta) Américo Tesorieri (La Rioja) Sportivo Peñarol (Chimbas) Colón Juniors Luján SC Huracán Las Heras Sportivo Ballofet | Boxing Club (Río Gallegos) Maronese General Belgrano (Santa Rosa) Sarmiento (Coronel Suárez) Defensores de Valeria del Mar Ferrocarril Roca (Las Flores) Social Obrero Bragado Club Sportivo Baradero El Linqueño La Emilia La Salle Jobson Defensores de Pronunciamiento Libertad (Concordia) Jorge Gibson Brown Comercio (Santa Sylvina) San Carlos (La Escondida) Comercio Central Unidos Güemes (Santiago del Estero) Independiente (Fernández) Bella Vista (Tucumán) Atlético Famaillá Almirante Brown (Lules) Atlético Pellegrini (Salta) Américo Tesorieri (La Rioja) Sportivo Peñarol (Chimbas) Colón Juniors Luján SC Huracán Las Heras Sportivo Ballofet |

- Fuente: RSSSF